# Googleplex
Le Googleplex est le siège social de Google, situé au 1600 Amphitheatre Parkway à Mountain View, en Californie près de San José. Googleplex est un mot-valise formé à partir de Google et de complex et est une référence au grand nombre gogolplex valant 10gogol = 1010100. Le Googleplex est l'un des 23 sites nord-américains de la firme. Google possède aussi 23 sites en Europe, 14 en Asie et dans le Pacifique, 5 au Moyen-Orient et 3 en Amérique latine.
Le Googleplex abrite aussi le site de développement du système d'exploitation Android pour smartphones et appareils mobiles.

## Historique

### Un projet de Silicon Graphics
En 1994, plusieurs organismes se regroupent autour de Silicon Graphics (SGI) pour transformer l'une des dernières fermes en activité détenues par la ville de Mountain View, le Farmer's Field, en un projet de campus tertiaire,. Le projet concerne un terrain de 26 acres (10,5 ha) qui inclut le parc public Charleston Park de 5 acres (2,02 ha), la construction d'un siège social pour SGI, l'amélioration des rues adjacentes pour desservir Permanente Creek, le Shoreline Park et le Bay Trail. Le projet mené par SGI regroupe aussi le cabinet d'architecture paysager SWA Group de San Francisco, Sausalito et l'agence de développement de la ville de Mountain View. Le but du projet est de développer un campus de bureaux pour des sièges sociaux d'entreprise dans un parc paysager public avec par exemple un parking souterrain de 2 000 places, des bassins d'eau, des fontaines, des chemins piétonniers et des places. L'intérieur et l'extérieur du bâtiment de SGI a été conçu par Studios Architecture.
La construction du Amphitheatre Technology Center s'achève en 1997 et l'ASLA récompense SGI en 1999 pour son projet qui était « une entorse significative aux campus d'entreprise typiques, contestant la pensée conventionnelle sur l'espace privé et public. »

### Le campus de Google
En juillet 2003, SGI annonce qu'en raison de problèmes financiers il loue son ancien siège social à Google et déménage au Crittenden Technology Center au 1200 Crittenden Lane. SGI quittera les locaux de Crittenden quelques années plus tard et ils seront repris par Google. Google lance en 2005 une rénovation des intérieurs du Amphitheatre Technology Center menée par le cabinet Clive Wilkinson Architects et renomme le site en Googleplex.
Le 14 juin 2006, Google achète pour 319 millions de dollars deux propriétés de Silicon Graphics, le Googleplex et le Crittenden Technology Center,,.

### Extension du complexe

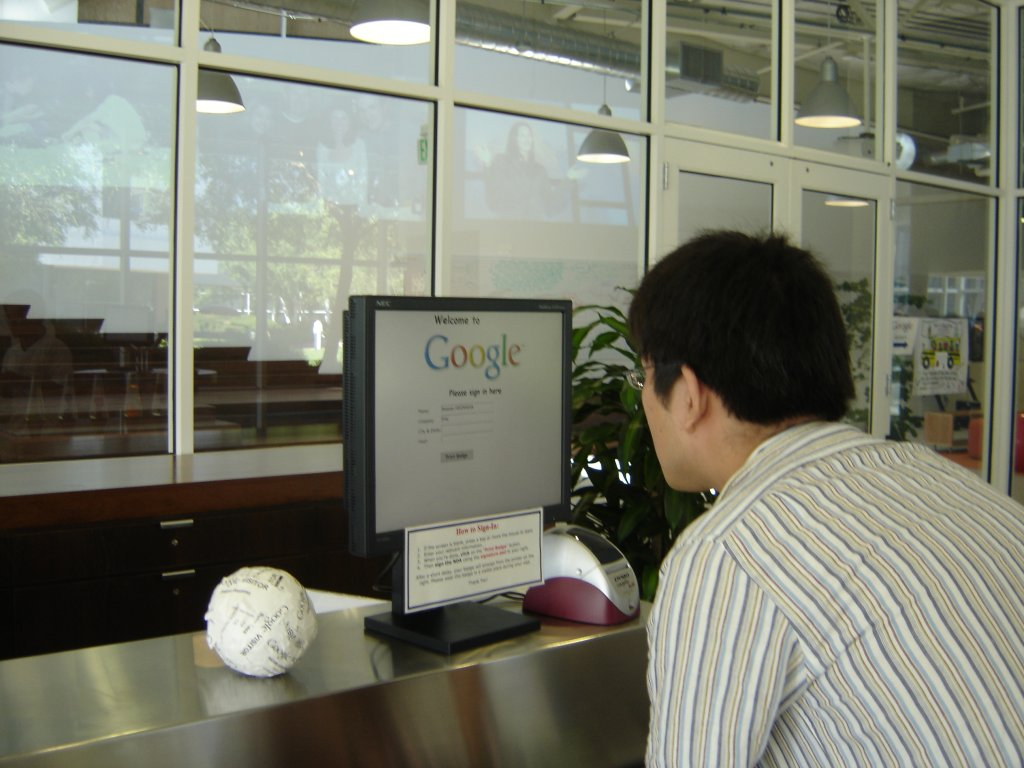
Les visiteurs doivent porter un badge et signer un accord de confidentialité.

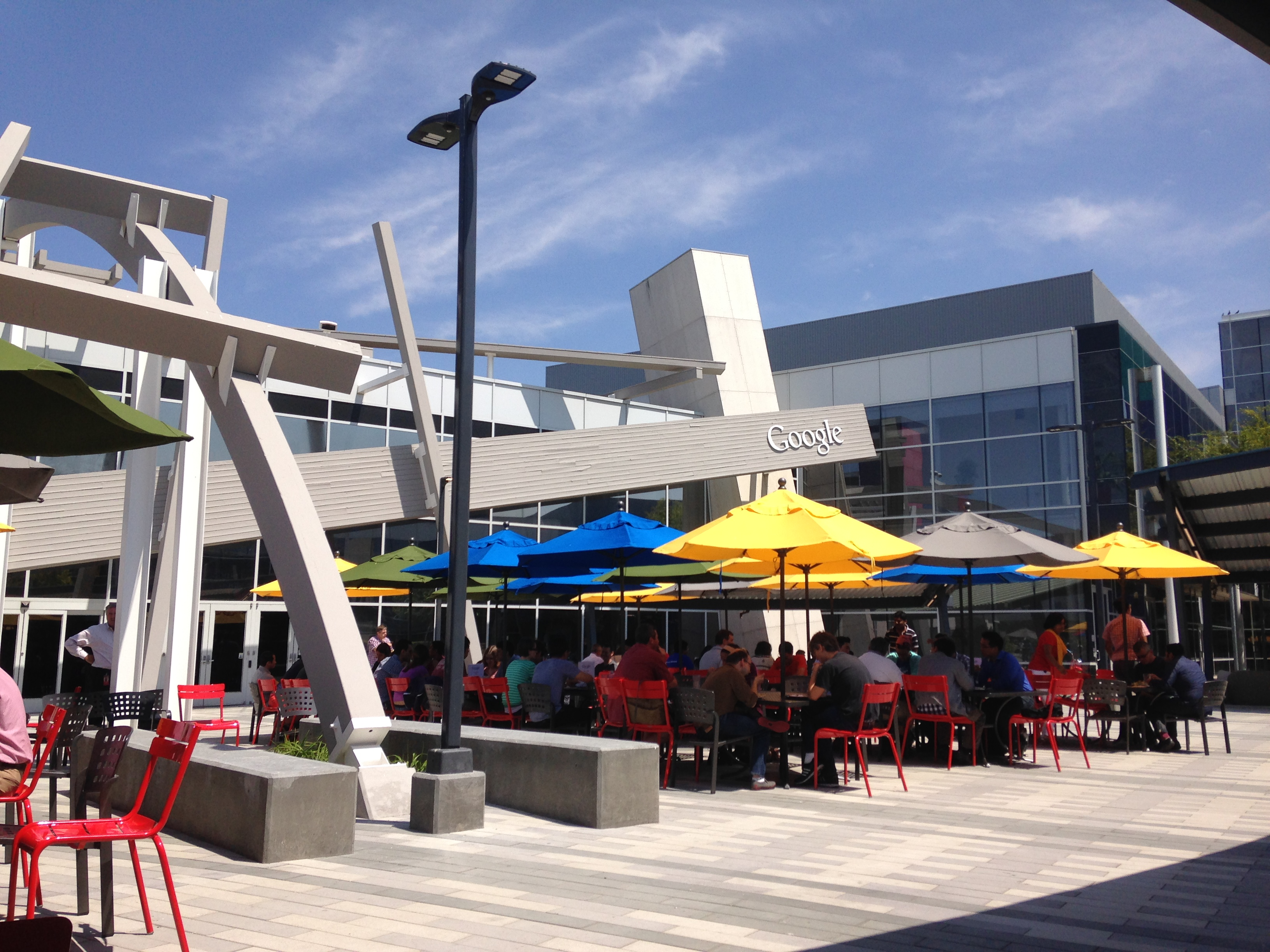
Le Googleplex en août 2014.

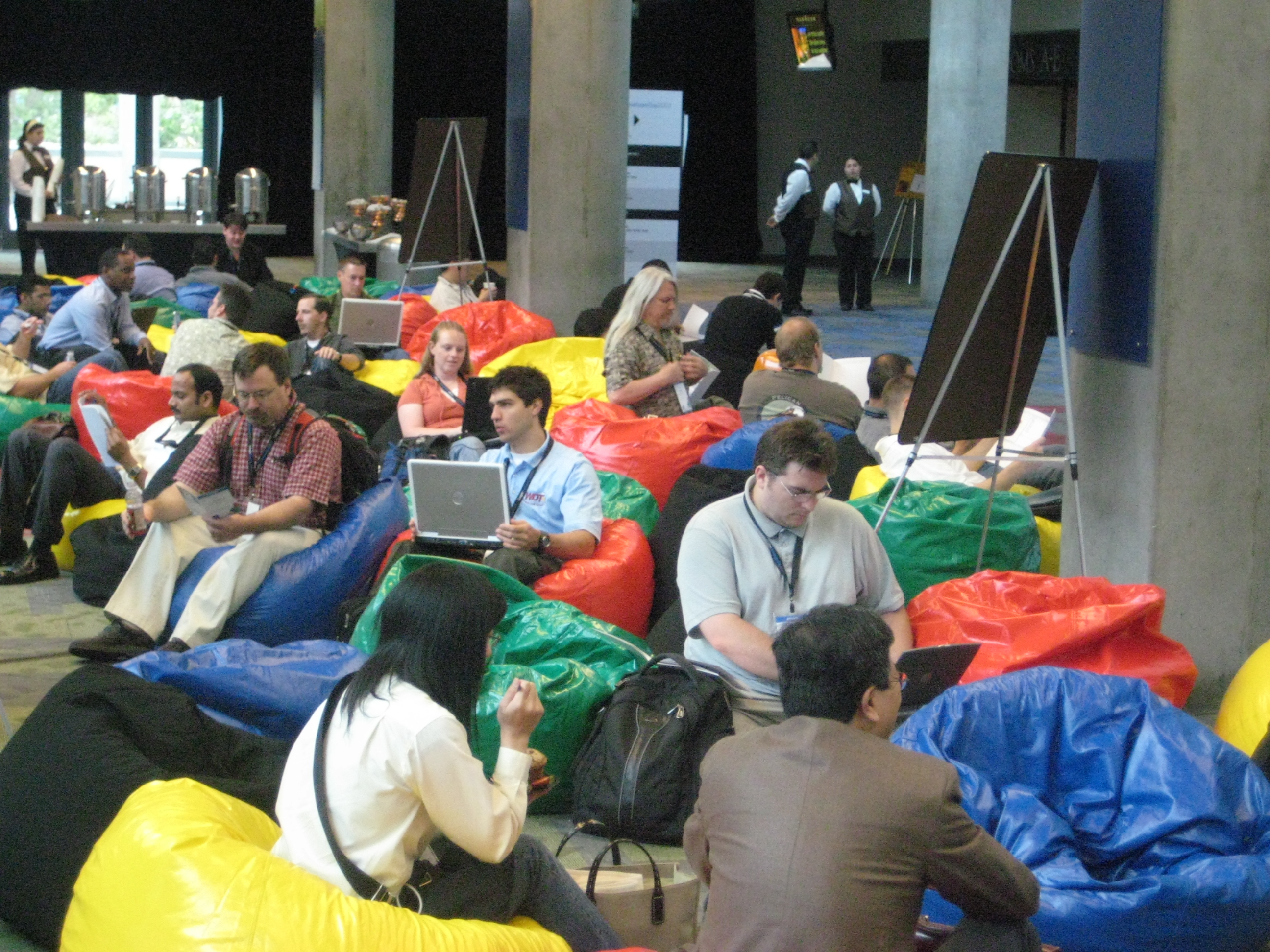
Conditions de travail inédites chez Google.

En 2007, Google a acheté plusieurs bâtiments sur Shorebird Way.
Le 27 mai 2008, Google achète le Pear Avenue Theatre situé au 1220 Pear Avenue mitoyen du site de Microsoft. 
En 2011, Google se lance dans de nombreuses acquisitions. Le 17 mai 2011, Google annonce l'ouverture d'un nouveau campus le 1er janvier 2012 nommé The Quad, un complexe de 630 000 pieds carrés (58 529 m2) qu'il occupera au travers d'un contrat de location de 10 ans,. Ce complexe comprend 7 édifices répartis en deux groupes ceinturant le siège de Symantec, l'un de trois et l'autre de quatre disposés en rectangle.
Le 26 août 2011, la presse recense 16 achats de bâtiments à Mountain View et ses alentours pour 115 millions de dollars dont les 4 bâtiments du Technology Corners de 715 000 pieds carrés (66 426 m2) (au 807 11th Avenue à Sunnyvale), renommé Google Tech Corners.
Le 13 septembre 2011, la presse évoque des rumeurs de rachat par Google du complexe The Landmark at Shoreline, un ensemble de 8 bâtiments totalisant 240 000 pieds carrés (22 297 m2) sur 18 acres (7,28 ha) le long de la Landings Drive. 
Le 22 octobre 2011, Google confirme avoir acheté le complexe The Landmark at Shoreline pour 100 millions de dollars.
Le 16 juillet 2013, Google achète 14,75 acres (5,97 ha) de terrains de part et d'autre de la East Meadow Circle à Palo Alto pour plus de 60 millions de dollars, bâtiments non occupés par Google en 2015. La somme de 66,7 millions de dollars est confirmée deux jours plus tard.
Le 23 septembre 2013, Google fait l'acquisition de 6 bâtiments différents pour un total de 400 000 pieds carrés (37 161 m2) et 235 millions de dollars,. Ces achats comprennent le Mountain View Technology Center de 131 500 pieds carrés (12 217 m2) au 313-323 Fairchild Drive acheté 82,2 millions de dollars, le Gateway Center de 236 400 pieds carrés (21 962 m2) au 401 Ellis Street_500 E. Middlefield Drive acheté 138,8 millions de dollars et les deux bâtiments de 64 800 pieds carrés (6 020 m2) situés au 485-495 Clyde Avenue achetés 15 millions de dollars.
Le 10 décembre 2013, Google achète le 3600 West Bayshore Road à Palo Alto, un édifice de 35 000 pieds carrés (3 252 m2) pour 14,4 millions de dollars.
En avril 2014, Google a fait l'acquisition de deux bâtiments, le 1015 Corporation Way de 10 000 pieds carrés (929 m2) à Palo Alto pour 5,5 millions de dollars et le 405 Clyde Avenue de 14 200 pieds carrés (1 319 m2) à Mountain View pour 4,65 millions de dollars. Le 8 mai 2014, Google achète le complexe de 24 acres (9,71 ha) et 400 000 pieds carrés (37 161 m2) du 700 East Middlefield à Sunnyvale pour 250 millions de dollars. 
Le 7 juillet 2014, le site Mercury News annonce que Google a dépensé plus de 600 millions de dollars depuis début 2011 pour acheter 24 bâtiments principalement peu élevés et sans architecture particulière. 
Le 30 juillet 2014, Google achète 9 édifices pour 98,1 millions de dollars, ensemble non occupé par Google. Ces achats comprennent 7 bâtiments du Mountain View Technology Park totalisant 135 000 pieds carrés (12 542 m2) (Clyde Avenue et Logue avenue) détenus par Boston Properties, le 800 East Middlefield Road de 63 000 pieds carrés (5 853 m2) occupé par Hansen Medical et aussi détenu par Boston Properties et le 440 Logue Avenue de 13 000 pieds carrés (1 208 m2) pour 6 millions de dollars détenu par California Flower Shippers. Quelques jours auparavant, Google avait aussi acheté le 885 West Maude Avenue de 16 000 pieds carrés (1 486 m2) pour 5,6 millions de dollars.
Le 24 octobre 2014, Google achète le Pacific Shores Center, un complexe de bureaux de 6 bâtiments pour 585 millions de dollars, mais fin 2015 Google n'occupe pas encore le site.

## Le complexe et les autres sites
Google occupe un site principal autour du 1600 Amphitheatre Parkway, surnommé Googleplex, mais aussi de nombreux sites dans la ville de Mountain View et les villes avoisinantes comme Sunnyvale ou Palo Alto. Google possède une partie des édifices, en loue d'autres mais possède aussi des bâtiments qu'elle loue à des tiers.
Quelques campus occupés par Google :
- Googleplex (1600 Amphitheatre Parkway, Mountain View)
- Google Crittenden Lane (Crittenden Lane, Mountain View)
- Google West Campus (2025 Garcia Avenue, Mountain View)
- Google Quad Campus (North Whisman Road, Mountain View)
- Google Tech Corners (11th Avenue, Sunnyvale)